# Studio photo numérique
 (juillet 2015).
Si vous disposez d'ouvrages ou d'articles de référence ou si vous connaissez des sites web de qualité traitant du thème abordé ici, merci de compléter l'article en donnant les références utiles à sa vérifiabilité et en les liant à la section « Notes et références ».

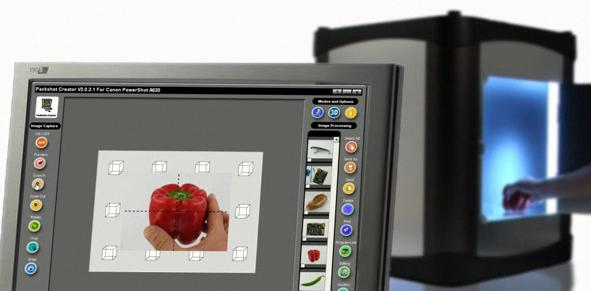
Un studio photo numérique

Un studio photo numérique (parfois appelé « micro studio » ou « mini studio photo »), est une solution tout-en-un permettant de réaliser facilement des photographies d'objets appelées packshots ou « photos produit ». L'objectif est de permettre à un néophyte de la photographie de créer des images de haute qualité de lecture.

## Éléments du studio

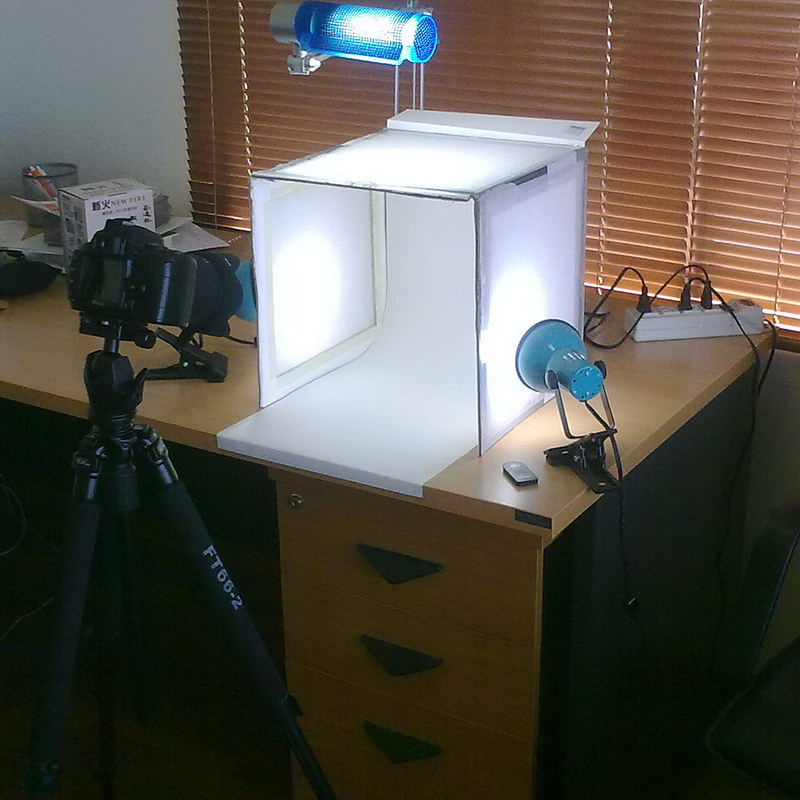
Un caisson simple.

Le studio est généralement composé de trois éléments :
- Un caisson, pour éclairer uniformément l'objet à photographier ;
- Du matériel de prise de vue numérique (appareil photo numérique) ;
- Du matériel informatique, ordinateur et logiciels permettant de contrôler l'appareil, et d'effectuer des opérations de retouche simple, comme le détourage (Adobe Photoshop, GIMP, Aperture, etc.).

### Le caisson

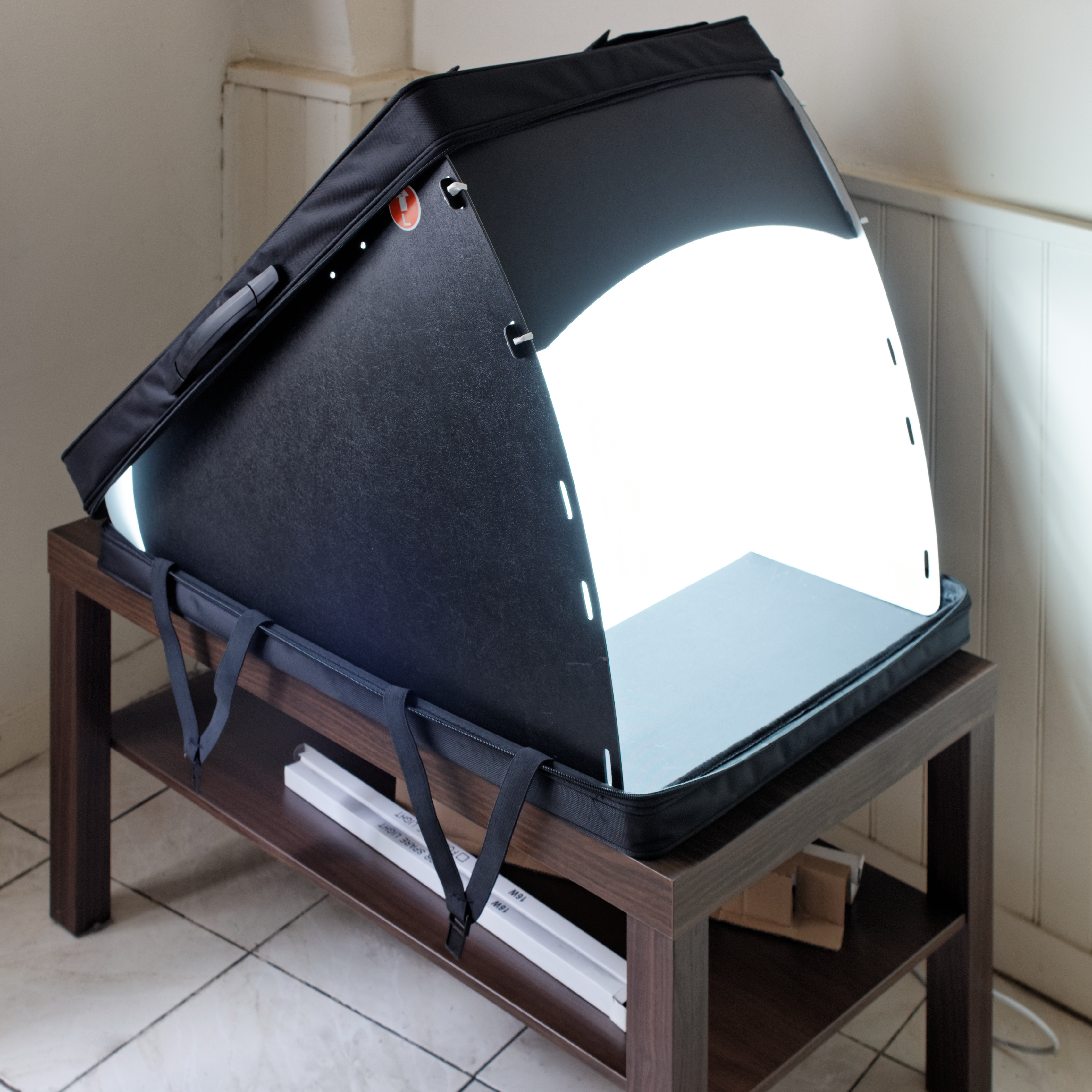
Une solution portable avec éclairage incorporé.

L'objet à photographier est placé dans un caisson dans lequel la lumière est diffusée. Certains caissons intègrent un éclairage modulable avec rétro-éclairage par LED, d'autres sont de simples structures en tissu translucide permettant de diffuser la lumière au travers des parois. Ces derniers, pliables, présentent l'avantage d'être facilement transportables mais nécessitent l'usage de sources de lumière extérieures.

## Applications
L'avantage du studio photo numérique est de permettre à tout-un-chacun de créer des photos de haute qualité de lecture pour diverses utilisations dont la recherche et développement, la communication interne et externe en entreprise, la promotion de produits, le multimédia.
Les applications principales sont :
Marketing
Dans le cadre d'une campagne marketing, les entreprises sont amenées à créer des visuels de leurs produits. Elles peuvent alors réaliser leurs photos grâce à un studio photo numérique. Les images de haute qualité sont détourées (absence de fond derrière le produit), et prêtes à l'emploi pour la campagne marketing.
E-commerce
Une boutique en ligne a besoin de mettre sur son site des visuels de ses produits. Dans ce cas, le studio photo numérique permet de réaliser rapidement une grande quantité de photos fixes mais aussi d'animations multi-vues et d'animations 360° pour la boutique en ligne. La combinaison de ces différents formats de présentation permet une visibilité produit optimale.
Contrôles qualité
Dans la démarche de création d'un produit, le contrôle qualité permet de déterminer si un produit est conforme ou non aux exigences préétablies. Le studio photo numérique permet alors d'obtenir rapidement un visuel précis des moindres détails de l'image grâce à la macrophotographie.